# Gatak (Ngawen)
Gatak is een bestuurslaag in het regentschap Klaten van de provincie Midden-Java, Indonesië. Gatak telt 2187 inwoners (volkstelling 2010).